# Овчемогилско македонско благотворително братство
Овчемогилското македонско благотворително културно-просветно братство „Апостол Петков“ е организация на бежанците от областта Македония, установили се в Овча могила, Свищовско.

## История
Учредителното събрание от 3 – 6 юни 1938 година решава патронен празник на братството да е Свети Дух. Членовете на братството са предимно от района на Енидже Вардар. В управителния съвет влизат Атанас Вълчанов (председател), Коста Врешков (подпредседател), Иван Черкезов (секретар), Евтим Чаков (член) и Георги Бонов (член). В контролната комисия са Петър Божинов (председател), Иван Кръстев (член) и Вангел Смилов (член).